# Discografia de 311
Este anexo lista a discografia da banda 311.

## Estúdio
| Ano  | Detalhes                                                                                     | Notas                                                                                  |
| ---- | -------------------------------------------------------------------------------------------- | -------------------------------------------------------------------------------------- |
| 1990 | Dammit! - Lançamento: 1990 - Gravadora: What Have You - Formato: CS                          |                                                                                        |
| 1991 | Unity - Lançamento: 1991 - Gravadora: What Have You - Formato: CD, CS                        |                                                                                        |
| 1992 | Hydroponic - Lançamento: 1992 - Gravadora: What Have You - Formato: CS                       |                                                                                        |
| 1993 | Music - Lançamento: 9 de Fevereiro de 1993 - Gravadora: Capricorn - Formato: CD, CS, LP      | - Atingiu o nº 37 da Billboard Top Heatseekers. - Certificação: Ouro                   |
| 1994 | Grassroots - Lançamento: 12 de Jullo de 1994 - Gravadora: Capricorn - Formato: CD, CS, LP    | - Atingiu o nº 193 da Billboard 200 e o nº 8 do Top Heatseekers. - Certificação: Ouro. |
| 1995 | 311 - Lançamento: 25 de Julho de 1995 - Gravadora: Capricorn - Formato: CD, CS, LP           | - Atingiu o nº 12 da Billboard 200. - Certificação: 3× Platina.                        |
| 1997 | Transistor - Lançamento: 5 de Agosto de 1997 - Gravadora: Capricorn - Formato: CD, CS, LP    | - Atingiu o nº 4 da Billboard 200. - Certificação: Platina.                            |
| 1999 | Soundsystem - Lançamento: 12 de Outubro de 1999 - Gravadora: Capricorn - Formato: CD, CS, LP | - Atingiu o nº 9 da Billboard 200. - Certificação: Ouro.                               |
| 2001 | From Chaos - Lançamento: 19 de Junnho de 2001 - Gravadora: Volcano - Formato: CD, CS         | - Atingiu o nº 10 da Billboard 200. - Certificação: Ouro.                              |
| 2003 | Evolver - Lançamento: 22 de Julho de 2003 - Gravadora: Volcano - Formato: CD                 | - Atingiu o nº 7 da Billboard 200.                                                     |
| 2005 | Don't Tread on Me - Lançamento: 16 de Agosto de 2005 - Gravadora: Volcano - Formato: CD      | - Atingiu o nº 5 da Billboard 200.                                                     |
| 2009 | Uplifter - Lançamento: 2 de Junho de 2009 - Gravadora: Volcano - Formato: CD, DD             |                                                                                        |
| 2011 | Universal Pulse - Lançamento: 19 de julho de 2011 - Gravadora: ATO - Formato: CD             |                                                                                        |

## Ao vivo
| Ano  | Detalhes                                                                          | Notas                               |
| ---- | --------------------------------------------------------------------------------- | ----------------------------------- |
| 1998 | Live - Lançamento: 3 de Novembro de 1998 - Gravadora: Capricorn - Formato: CD, CS | - Atingiu o nº 77 da Billboard 200. |

## Compilações
| Ano  | Detalhes                                                                                   | Notas                                                    |
| ---- | ------------------------------------------------------------------------------------------ | -------------------------------------------------------- |
| 1998 | Omaha Sessions - Lançamento: Outubro de 1998 - Gravadora: What Have You - Formato: CD      |                                                          |
| 2004 | Greatest Hits '93-'03 - Lançamento: 8 de Junnho de 2004 - Gravadora: Volcano - Formato: CD | - Atingiu o nº 7 da Billboard 200. - Certificação: Ouro. |

## EP's
| Ano  | Detalhes                                    |
| ---- | ------------------------------------------- |
| 1990 | Downstairs - Lançamento: 1990 - Formato: CS |

## Singles
| 1992                       | "Freak Out"               | —   | —  | —  | —  | —  | Music                                                |
| 1993                       | "Do You Right"            | —   | —  | 27 | —  | —  | Music                                                |
| 1993                       | "Feels So Good"           | —   | —  | —  | —  | —  | Music                                                |
| 1994                       | "Lucky"                   | —   | —  | —  | —  | —  | Grassroots                                           |
| 1994                       | "Homebrew"                | —   | —  | —  | —  | —  | Grassroots                                           |
| 1995                       | "8:16 A.M."               | —   | —  | —  | —  | —  | Grassroots                                           |
| 1995                       | "Omaha Stylee"            | —   | —  | —  | —  | —  | Grassroots                                           |
| 1995                       | "Jackolantern's Weather"  | —   | —  | —  | —  | —  | 311                                                  |
| 1995                       | "Guns (Are for Pussies)"  | —   | —  | —  | —  | —  | 311                                                  |
| 1995                       | "Don't Stay Home"         | —   | —  | 29 | —  | —  | 311                                                  |
| 1996                       | "Down"                    | 37  | —  | 1  | 19 | 60 | 311                                                  |
| 1996                       | "All Mixed Up"            | 36  | 34 | 4  | —  | —  | 311                                                  |
| 1997                       | "Transistor"              | —   | —  | 14 | 31 | —  | Transistor                                           |
| 1997                       | "Prisoner"                | —   | —  | 21 | —  | —  | Transistor                                           |
| 1998                       | "Beautiful Disaster"      | —   | —  | 21 | —  | —  | Transistor                                           |
| 1999                       | "Come Original"           | 119 | —  | 6  | 39 | —  | Soundsystem                                          |
| 2000                       | "Flowing"                 | —   | —  | 17 | —  | —  | Soundsystem                                          |
| 2000                       | "Large in the Margin"     | —   | —  | —  | —  | —  | Soundsystem                                          |
| 2001                       | "You Wouldn't Believe"    | 120 | —  | 7  | 32 | —  | From Chaos                                           |
| 2001                       | "I'll Be Here Awhile"     | —   | —  | 15 | —  | —  | From Chaos                                           |
| 2002                       | "Amber"                   | 103 | —  | 13 | —  | —  | From Chaos                                           |
| 2003                       | "Creatures (For a While)" | 118 | —  | 3  | —  | —  | Evolver                                              |
| 2004                       | "Beyond the Gray Sky"     | —   | —  | 39 | —  | —  | Evolver                                              |
| 2004                       | "Love Song"               | 59  | 39 | 1  | —  | —  | Banda sonora de 50 First Dates Greatest Hits '93–'03 |
| 2004                       | "First Straw"             | —   | —  | 14 | —  | —  | Greatest Hits '93–'03                                |
| 2005                       | "Don't Tread on Me"       | 107 | 93 | 2  | —  | —  | Don't Tread on Me                                    |
| 2005                       | "Speak Easy"              | —   | —  | 22 | —  | —  | Don't Tread on Me                                    |
| 2006                       | "Frolic Room"             | —   | —  | —  | —  | —  | Don't Tread on Me                                    |
| 2009                       | "Hey You"                 | —   | —  | 3  | 38 | —  | Uplifter                                             |
| 2009                       | "It's Alright"            | —   | 16 | —  | —  | —  | Uplifter                                             |
| 2009                       | "Golden Sunlight"         | —   | —  | —  | —  |    | Uplifter                                             |
| 2011                       | "Sunset in July"          | —   |    | 10 | 36 | —  | Universal Pulse                                      |
| "—" não chegou às tabelas. |                           |     |    |    |    |    |                                                      |

## Vídeo
| 1996                       | Enlarged to Show Detail - Lançamento: 5 de Novembro de 1996 - Gravadora: Capricorn - Formato: VHS, DVD  | 1  | - EUA: Platina |
| 2001                       | Enlarged to Show Detail 2 - Lançamento: 11 de Dezembro de 2001 - Gravadora: Volcano - Formato: VHS, DVD | 17 | - EUA: Ouro    |
| 2004                       | 311 Day: Live in New Orleans - Lançamento: 24 de Outubro de 2004 - Gravadora: Volcano - Formato: DVD    | 3  | - EUA: Platina |
| "—" não chegou às tabelas. | |    |                |